# Szent Eulália szekvenciája
A Szent Eulália szekvenciája, vagy Szent Eulália kantilénája (franciául: Séquence [vagy Cantilène] de sainte Eulalie) a francia irodalom legrégibb emléke, mely a 880-as évek elején keletkezett.
A költemény huszonkilenc, asszonáncban végződő sorból áll és a hispániai Méridai Szent Eulália vértanúságának történetét mondja el. A hagyomány szerint a 13 éves keresztény méridai lányt a 4. század elején, Maximianus császár idején ítélték halálra, mert nem volt hajlandó megtagadni hitét. (Méridai Eulália esetleg – de nem bizonyítottan – azonos lehet a hasonló élettörténetű és korú Barcelóniai Euláliával).
A költemény szerzője valószínűleg Prudentius ókeresztény költő Liber Peristephanon („A mártírok koronája”) című gyűjteményének egyik, Méridai Euláliáról szóló himnuszát tartotta szem előtt. A vers jelentősége abban áll, hogy ez a legelső irodalmi alkotás francia nyelven.
Az első francia írásos nyelvemlék a strasbourgi eskü (Les Serments de Strasbourg), de annak szövegében az ófrancia még inkább hasonlít a latinra, mint a mai franciára. A Szent Eulália szekvenciája szövege már eléggé elüt a latintól és a román nyelvek egyikén íródott: a franciához, vagy inkább a pikárd nyelvhez áll közelebb.